# 고창초등학교 축구단
고창초등학교 축구단(Gochang Elementary School Football Club)은 대한민국 전라북도 고창군에 있는 축구 선수단이다. 고창초등학교가 운영하는 U-12 축구 선수단이다.

## 시즌별 성적
| 시즌 | 대회                        | 참가팀 | 경기 | 승 | 무 | 패 | 득 | 실 | 차 | 승점 | 순위 |
| ---- | --------------------------- | ------ | ---- | -- | -- | -- | -- | -- | -- | ---- | ---- |
| 2000 | 금석배 전국초등학생축구대회 | 58     | 1    | 0  | 0  | 1  | 0  | 1  | -1 |      | 64강 |

1996년 금석배 전국초등학생축구대회 준우승
(우승 고창남초등학교)
1997년 전국시도대항전 3위
우승 수원세류초등학교
준우승 강릉묵호초등학교
공동 3위 고창초등학교 포항제철초등학교

## 참고 문헌
- “KFA 통합경기정보 시스템”. 대한축구협회.

## 같이 보기
- 고창초등학교 (전북)